# Ďáblova lest
Ďáblova lest je trojdílný televizní film, který v premiéře vysílala Česká televize na přelomu února a března 2009. Scénář Arnošta Vašíčka natočil režisér Jiří Strach.
Komisař Sumara (Jiří Dvořák) s novou kolegyní Šímovou (Anna Geislerová) vyšetřuje pokus o rituální vraždu, která má nějakou souvislost s archeologickými vykopávkami v Podlažickém klášteře. Pro pomoc se obrátí na religionistu doktora Runu (Ivan Trojan). V malých rolích broumovských benediktinských mnichů zpívajících gregoriánský chorál ve filmu také účinkuje Schola Gregoriana Pragensis.
Film je trojdílný, jednotlivé části se jmenují Noc hadů (15. února 2009), Vražedný kód (22. února) a Brána nebes (1. března). Ďáblova lest je přirovnávána k Šifře mistra Leonarda, doktor Runa pak k Robertu Langdonovi.

## Děj
Studentka, která se svými spolužáky a učiteli pracovala na archeologických vykopávkách v Podlažickém klášteře, je nalezena vyděšená a potřísněná krví (ale nezraněná). Na čele má krví napsáno číslo 666, nic podstatného si ale nepamatuje. Vyšetřování se ujímá vrchní komisař Sumara, který je ale znám svými problémy s alkoholem, a jeho nová kolegyně. Požádají o pomoc religionistu doktora Runu. Brzy se najde zavražděný mladík, opět s číslicí 666 na čele a v jeho blízkosti je nakreslen pentagram s číslem uvnitř. Je zatčen přítel Ivety, dcery doktora Runy, protože byl během obou zločinů blízko místa činu. Pak ale dojde k další vraždě. Doktor Runa přijde na kód, podle kterého si vrah vyhledává oběti (souvisí s čísly v pentagramu), a dojde k tomu, že je ohrožena jeho dcera, která právě zmizela. Spolu s jejím přítelem se pak snaží Ivetu zachránit. Rozuzlení záhady je mystické a souvisí s knihou Codex Gigas, magickým čtvercem 6×6, klášterem Porta Coeli a s vraždou Václava III. v roce 1306.

## Obsazení
| Jiří Dvořák      | komisař Petr Sumara              |
| Anna Geislerová  | Lenka Šímová                     |
| Ivan Trojan      | PhDr. Michal Runa, Ph.D.         |
| Tereza Voříšková | dcera doktora Runy, Iveta Runová |
| Vojtěch Dyk      | Ivetin přítel Daniel Ferinčák    |

## Recenze
- Jaroslav Sedláček, Czinema, Ďáblova lest: Česká televize natočila Šifru mistra Lotranda. A světe, div se, ona se povedla! Dostupné v archivu.